# Ernest de Sarzec

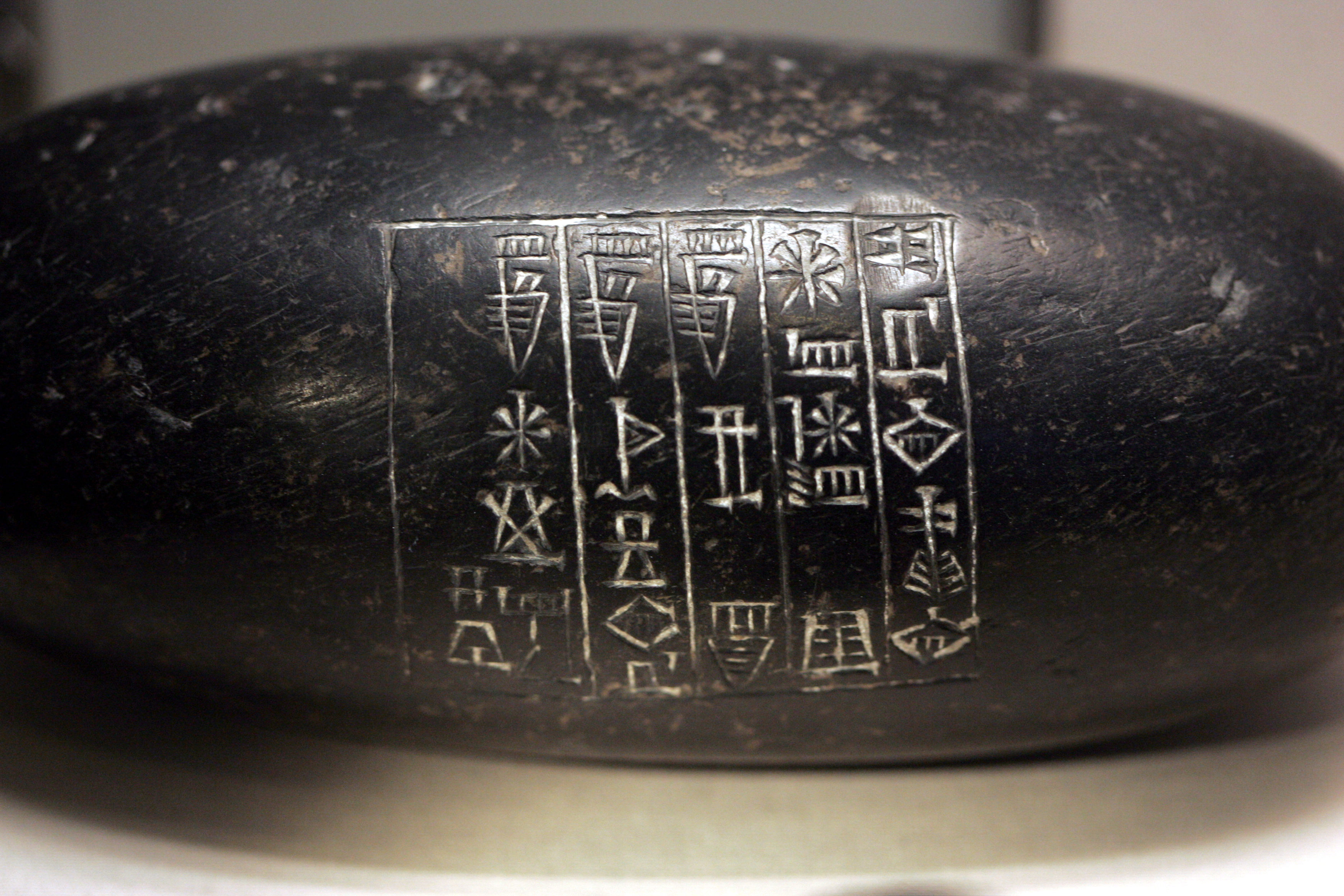
Peso de 5 mina com o nome de Xu-Xim, rei da Suméria e Acádia

Ernest Choquin de Sarzec (Rennes, 11 de agosto de 1832 – Poitiers, 31 de maio de 1901) foi um arqueólogo francês, a quem é atribuída a descoberta da civilização da antiga Suméria. Ele estava no serviço diplomático francês; ao ser transferido para Baçorá em 1872 como vice-cônsul, interessou-se pelas escavações em Ur, iniciadas pelo diplomata britânico J. E. Taylor.
Em 1877, ele começou uma escavação em Teló (o antigo Guirsu, como ocorreu, ao invés de Lagas, como antes). O local, no atual Iraque, nas planícies do sul do delta, havia  chamado a sua atenção por traficantes locais de antiguidades. Durante a década de 1880, ele conseguiu encontrar evidências do reinado de Gudea. Ele continuou a trabalhar no sítio arqueológico até 1901.